# Alessandro Murgia
Alessandro Murgia (Roma, 9 de agosto de 1996) es un futbolista italiano que juega en la demarcación de centrocampista para el Universitatea Cluj de la Liga I.

## Biografía
Empezó a formarse como futbolista en las filas inferiores de la S. S. Lazio hasta que finalmente en 2016 subió al primer equipo. Hizo su debut como futbolista el 17 de septiembre de 2016 en un encuentro de la Serie A contra el Delfino Pescara 1936, donde sustituyó a Sergej Milinković-Savić en el minuto 81. A mitad de la temporada 2018-19 fue cedido al SPAL, que posteriormente lo adquirió en propiedad.

## Clubes
| Club                          | País    | Año       | Partidos | Goles |
| ----------------------------- | ------- | --------- | -------- | ----- |
| S. S. Lazio                   | Italia  | 2016-2019 | 49       | 4     |
| SPAL                          | Italia  | 2019-2021 | 72       | 2     |
| A. C. Perugia Calcio (cedido) | Italia  | 2021-2022 | 4        | 0     |
| SPAL                          | Italia  | 2022-2023 | 20       | 0     |
| F. C. Hermannstadt (cedido)   | Rumania | 2023-2025 | 70       | 6     |
| Universitatea Cluj            | Rumania | 2025-     |          |       |

## Palmarés

### Títulos nacionales
| Título              | Club        | País   | Año  |
| ------------------- | ----------- | ------ | ---- |
| Supercopa de Italia | S. S. Lazio | Italia | 2017 |